# Diphosphate fructose-6-phosphate 1-phosphotransférase
La diphosphate fructose-6-phosphate 1-phosphotransférase (PFP) est une phosphotransférase qui catalyse la réaction :
diphosphate + D-fructose-6-phosphate  {\displaystyle \rightleftharpoons }  phosphate + D-fructose-1,6-bisphosphate.
Cette enzyme intervient dans le métabolisme des glucides chez les plantes et certaines bactéries. Elle catalyse l'interconversion du fructose-6-phosphate et du fructose-1,6-bisphosphate avec parallèlement interconversion du pyrophosphate et du phosphate. Chez les plantes, cette enzyme se trouve dans le cytosol des cellules et est fortement activée par le fructose-2,6-bisphosphate, agissant comme molécule de signalisation cellulaire.
Plus précisément, le fructose-6-phosphate est phosphorylé en frutose-1,6-bisphosphate dans le sens glycolytique tandis que le fructose-1,6-bisphosphate est déphosphorylé en fructose-6-phosphate dans le sens néoglucogénétique.
Cette enzyme a été isolée pour la première fois à partir de Entamoeba histolytica, un eucaryote. La première plante à partir de laquelle cette enzyme a été isolée est l'ananas. Elle a depuis été isolée dans un grand nombre d'espèces et de tissus de plantes.